# Ezéchiel Nibigira

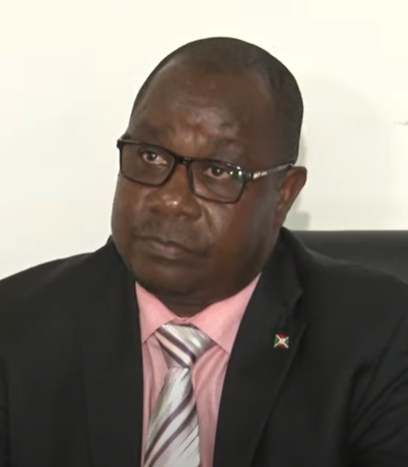
Ezechiel Nibigira

Ezéchiel Nibigira ist amtierender Kulturminister und Minister für Sport der Republik Burundi. Er war von 2015 bis 2020 der amtierende Außenminister seines ostafrikanischen Staates. Er ist Mitglied der Partei CNDD-FDD. Er war Botschafter dieser Partei in Kenia und Vorsitzender der Jugendorganisation der Partei CNDD-FDD.

## Bildung & politischer Aufstieg
Ezéchiel Nibigira studierte Wirtschaft an der Universität von Burundi in Bujumbura. Er wurde früh politisch aktiv in der Partei von Pierre Nkurunziza dem Präsidentschaftskandidat der Partei Conseil national pour la défense de la démocratie – Forces de défense de la démocratie im Jahr 2010, er war dabei Wahlhelfer der Kampagnen. Er wurde anschließend Minister für internationalen Handel und Zoll. 2015 wurde er Außenminister von Burundi.

## Politische  Leistung
Während seiner Amtszeit als Außenminister wurden die Sanktionen der EU gegen Burundi aufgehoben. Er führte die Diplomatie gegen die Sanktionen der EU und brachte Argumente gegen sie vor. Er wandte sich im September 2018 mit einer Rede vor den Vereinten Nationen gegen die Sanktionen. Er traf sich ebenfalls mit dem Sekretär der Vereinten Nationen, um über die politische Krise in Burundi zu verhandeln.